# Pedro Mendiondo (ingeniero)
Pedro Mendiondo (Buenos Aires, 18 de abril de 1895-23 de noviembre de 1961) fue un ingeniero civil y profesor universitario argentino. Se desempeñó como ministro de Obras Públicas de la Nación Argentina entre 1955 y 1958 durante el gobierno de facto de Pedro Eugenio Aramburu.

## Biografía
Estudió ingeniería civil en la Facultad de Ciencias Exactas, Físicas y Naturales (FCEFyN) de la Universidad de Buenos Aires, graduándose en 1920 con diploma de honor. Fue profesor de construcciones en maderas y hierro en la Universidad Nacional del Litoral (1928-1933), la Escuela Superior Técnica del Ejército Argentino (1933-1935) y la FCEFyN (1936-1946).
En la Administración General de Ferrocarriles del Estado fue ingeniero proyectista en 1921, segundo jefe de estudios y proyectos entre 1922 y 1929, jefe de estudios y proyectos hasta 1939 e ingeniero principal de 1939 a 1944.
Fue decano de la Facultad de Ciencias Exactas, Físicas y Naturales, quedando cesante tras la intervención de 1946. Tras el golpe de Estado de la Revolución Libertadora en 1955, fue designado decano interventor de la Facultad de Ingeniería. En 1952 había sido nombrado presidente del Centro Argentino de Ingenieros y vicepresidente de la Sociedad Científica Argentina.
En noviembre de 1955, el presidente de facto Pedro Eugenio Aramburu lo nombró ministro de Obras Públicas de la Nación.
Descendiente de vascos, fue socio fundador del Instituto Americano de Estudios Vascos. También presidió el Centro Vasco-Francés.
Falleció en noviembre de 1961.

## Obra
- Tramos de acero remachados (1937).[3]